# Dolní Požáry
Dolní Požáry je část obce Krhanice v okrese Benešov. Nachází se na východě Krhanic. V roce 2009 zde bylo evidováno 20 adres.
Dolní Požáry leží v katastrálním území Krhanice o výměře 13,47 km².

## Historie
První písemná zmínka o vesnici pochází z roku 1554.

## Další fotografie

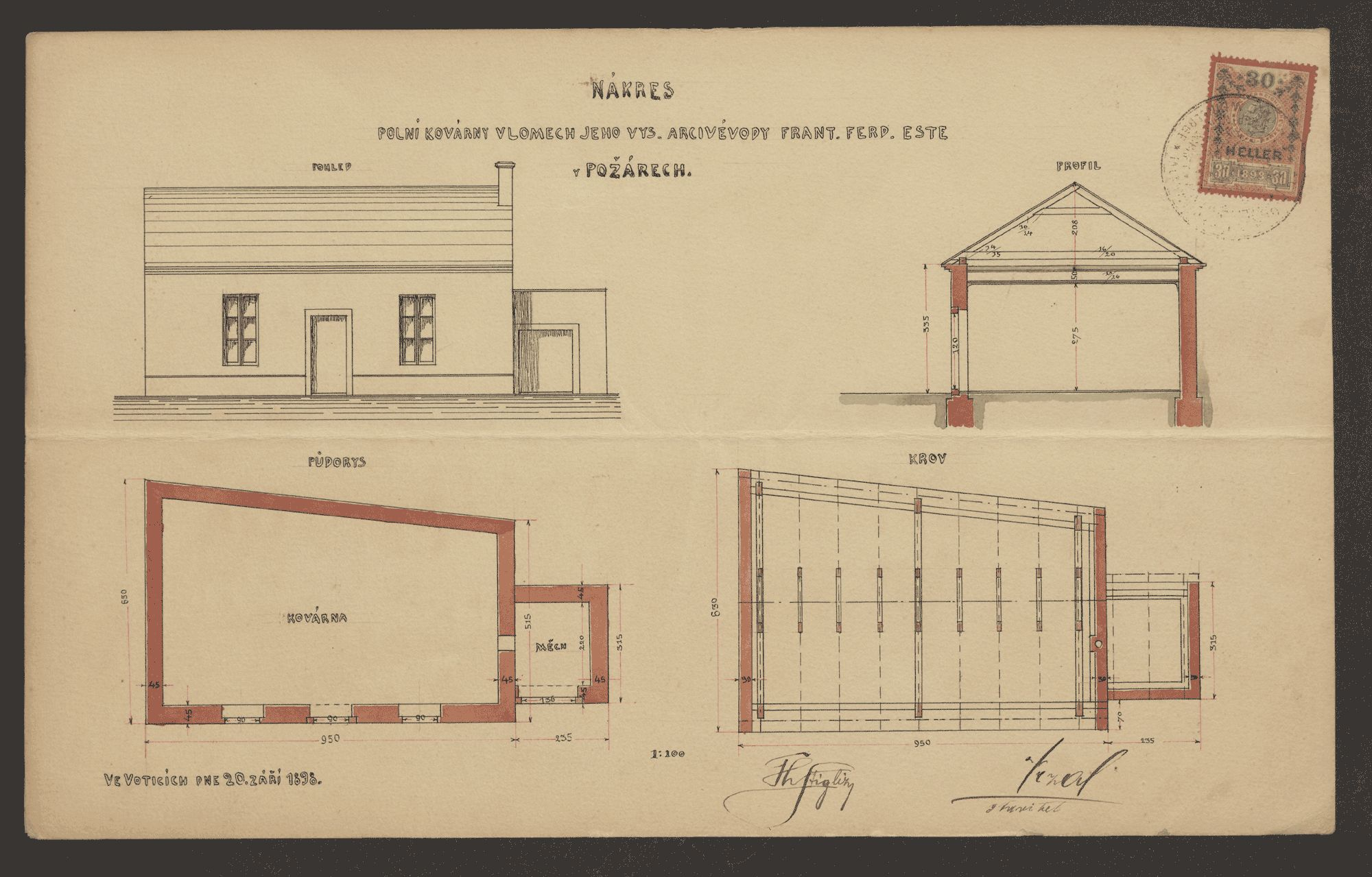
Nákres polní kovárny kamenolomu v Požárech u Prosečnice z roku 1893 (SOkA Praha-venkov)
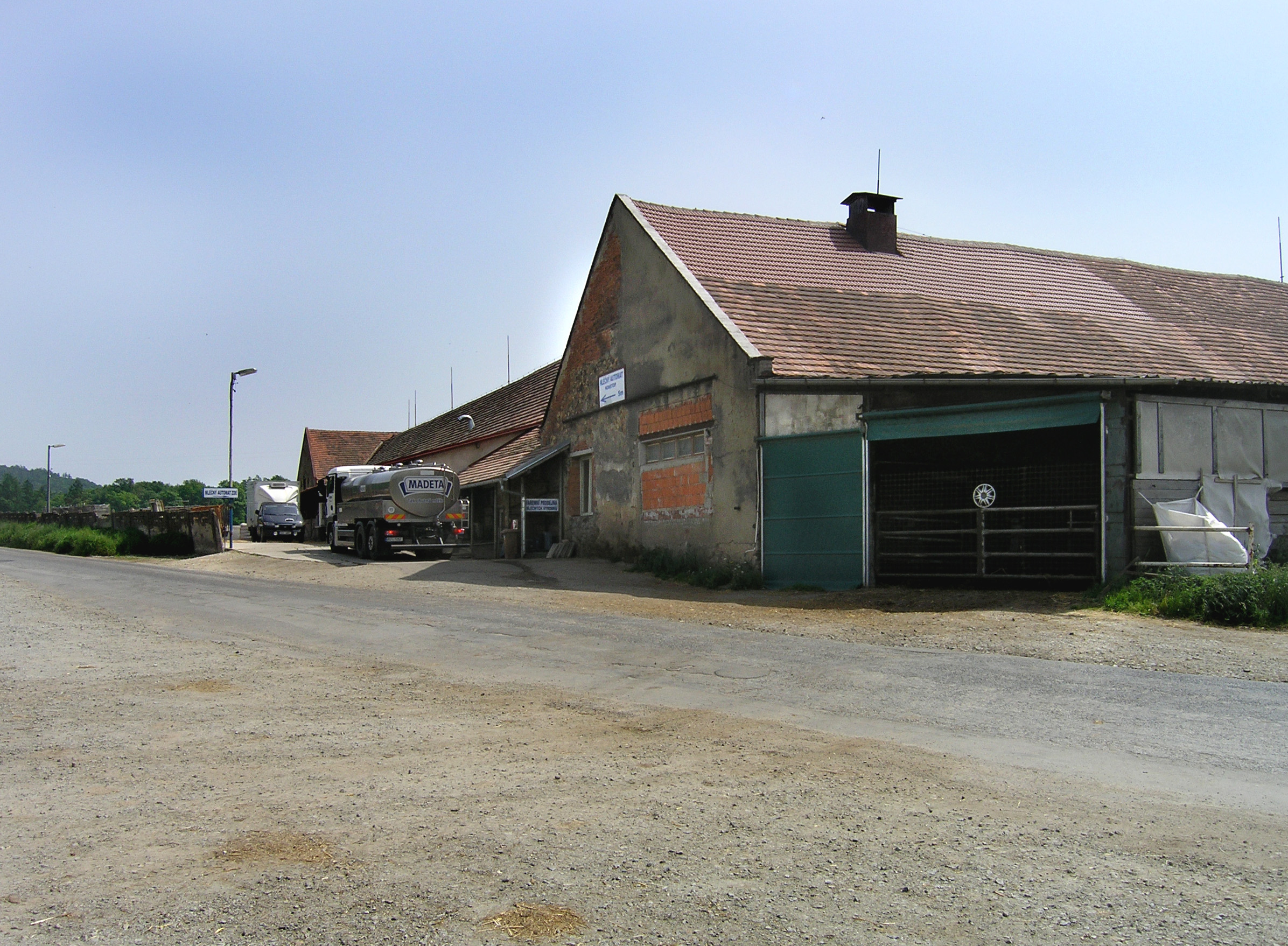
Mléční farma
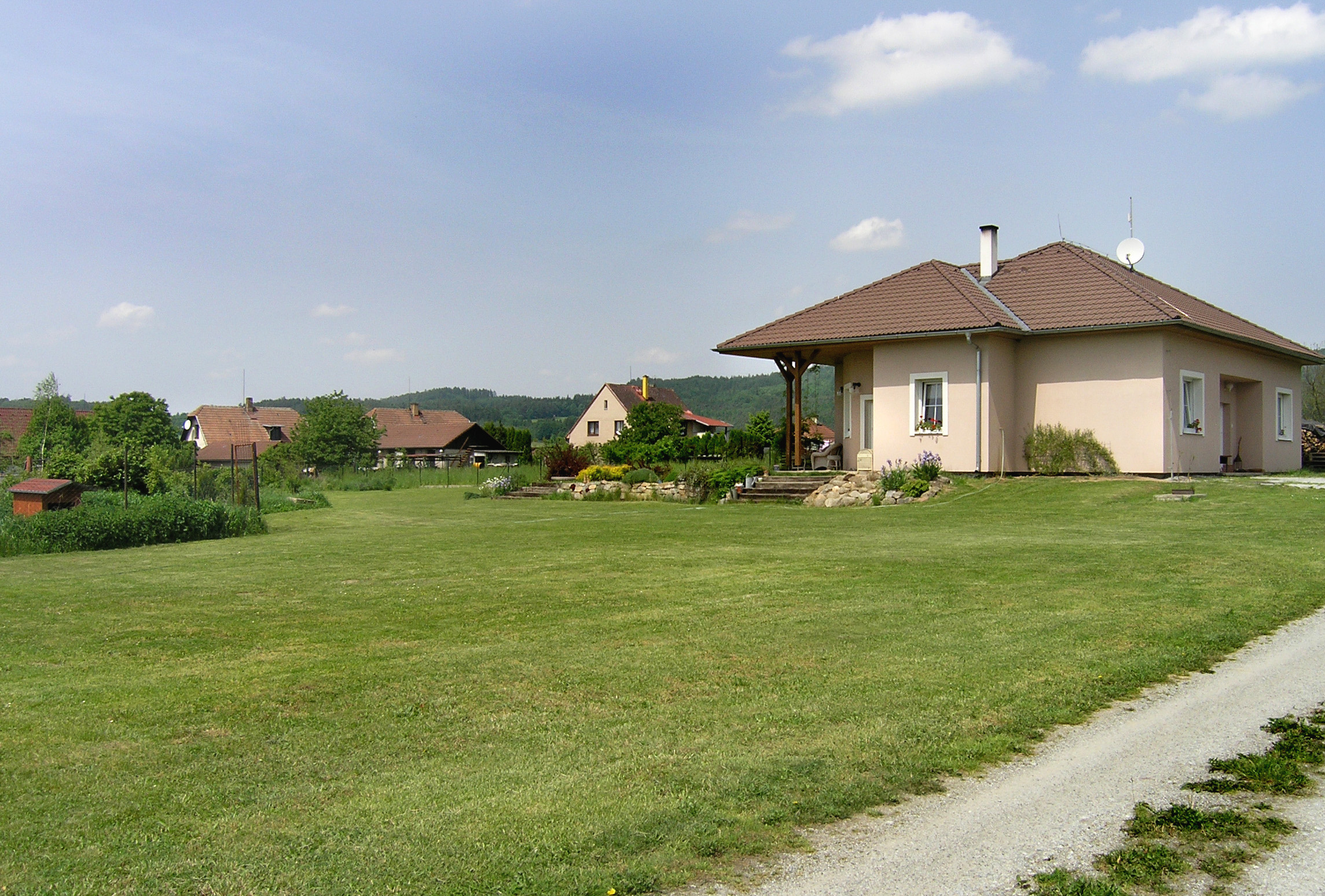
Nová výstavba
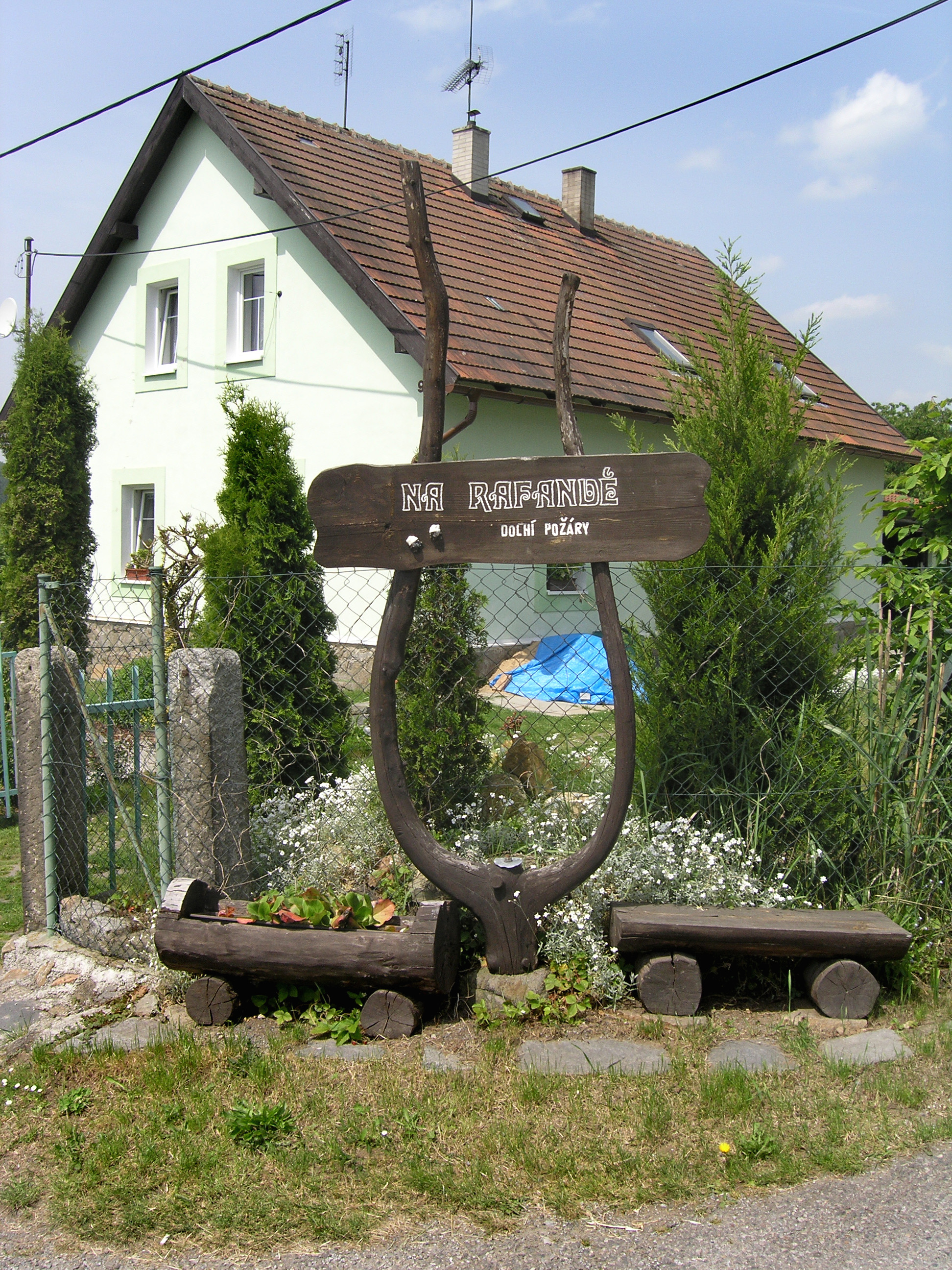
Domek